# Scoparia stereostigma
Scoparia stereostigma là một loài bướm đêm trong họ Crambidae.